# Bielawa (Wrocław)
Pour les articles homonymes, voir Bielawa (homonymie).
Bielawa est une localité polonaise de la gmina de Długołęka, située dans le powiat de Wrocław en voïvodie de Basse-Silésie.